# Rep (Einheit)
Das Rep (Einheitenzeichen: rep), vom engl. roentgen equivalent physical, war eine vor 1969 analog zum Rem vorgeschlagene, international nicht akzeptierte Maßeinheit zur Angabe der Energiedosis. Stattdessen wurde das mittlerweile auch veraltete Rad eingeführt.
1 rep = 83 bzw. 93 Erg/Gramm ≈ 1,2 bzw. 1,075 rad ≈ 0,012 bzw. 0,01075 Gray
Das Rep wurde von Herbert Parker 1949 vorgeschlagen, als eine über verschiedenen Strahlungsarten hinweg vergleichbare Dosiseineit. Allerdings wurde schon früh kritisiert, dass die aufgenommene Energie in der Praxis von der Zusammensetzung und Dichte des Gewebes und der Wellenlänge der betrachteten Photonen abhängt, was auch zu Vorschlägen für eine geänderte Definition (z. B. 93 erg/g) führte.